# 高崎市庁舎
高崎市庁舎（たかさきしちょうしゃ）は、群馬県高崎市にある高崎市役所の庁舎（本庁舎）である。

## 沿革
- 1900年（明治33年） - 市制施行、市役所を宮元町に置く[7]。庁舎は前・高崎町役場（現在のスカイビルのあたり）を利用[8]。
- 1911年（明治44年） - 市役所庁舎を建て替え、旭町分室の水道部を庁舎内に統合。建物は洋風木造瓦葺き2階建て、高さ17メートル。設計は東京市の小林鶴吉で、芝区や麻布区の区役所がモデル。施工は井上組（後の井上工業）。工事中は大信寺を仮庁舎として利用した[8]。
- 1947年（昭和22年） - 市役所庁舎が焼失。仮庁舎として本町公民館を活用[7]。
- 1950年（昭和25年） - 仮庁舎2階部分を焼失、市庁舎建設の契機に[8]。
- 1954年（昭和29年） - 市役所庁舎を高松町に新築し、移転[7]。
- 1998年（平成10年） - 市役所庁舎を現在のものに建て替え[7]。

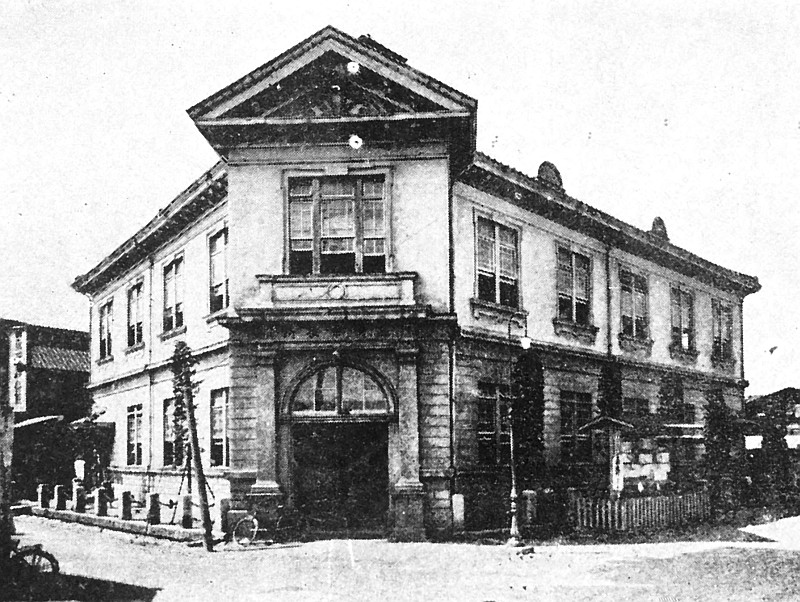
昭和初期頃の高崎市庁舎

## 施設・建築

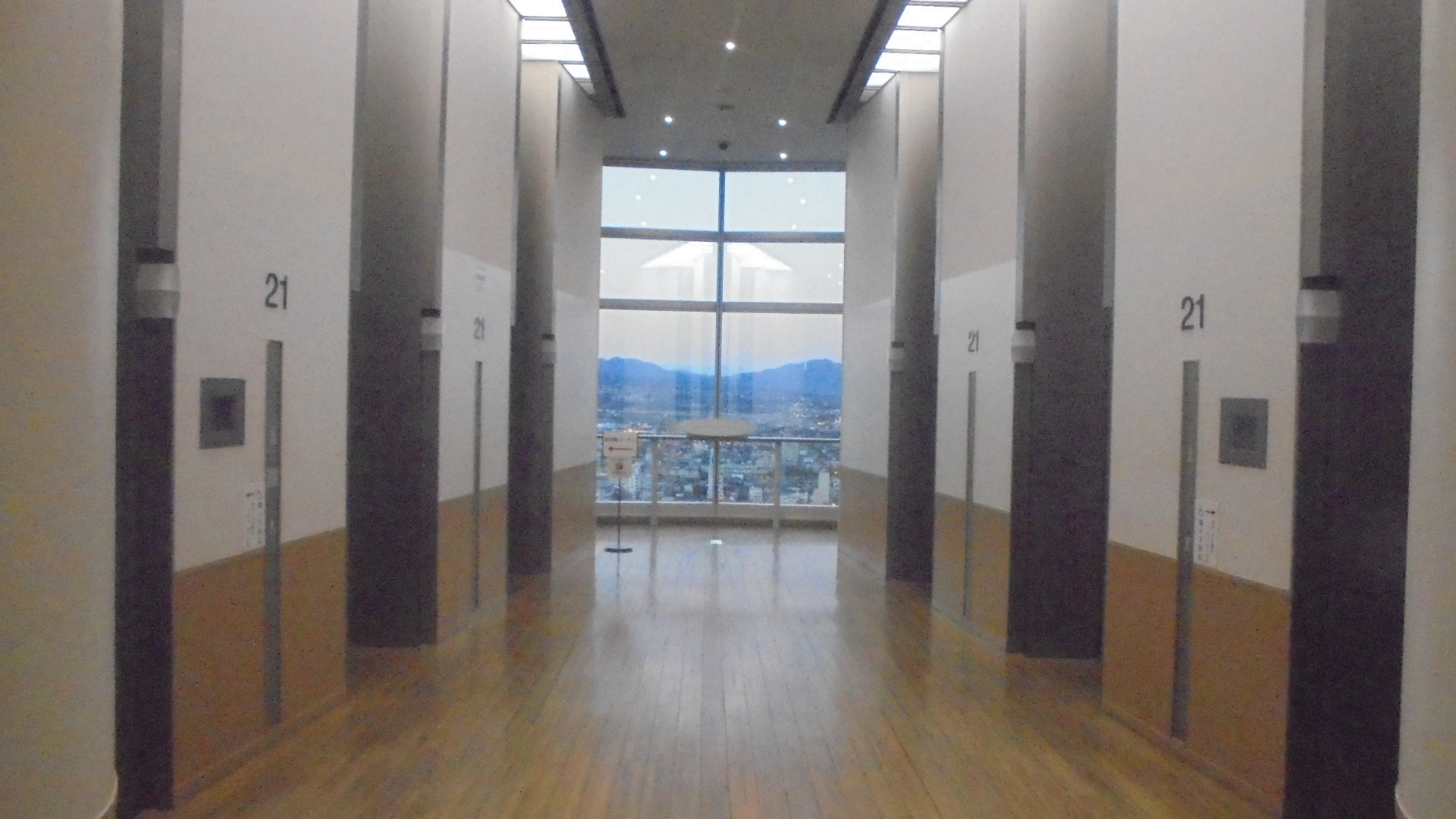
庁舎内エレベーター設備

庁舎前のオブジェ『HELIX-983T』（脇田愛二郎作）

現在の庁舎は1998年3月に竣工し、同年5月より利用を開始した。建築物の高さは102.5メートルで、この高さは市役所の高さとして全国4位であり(2023年8月現在)、政令指定都市ではない市(高崎市は中核市)としては最も高い庁舎である。
また、群馬県内の建築物の高さとしては前橋市にある群馬県庁舎（1999年竣工、153メートル）に次いで2番目である。
建物は鉄骨構造（S造）、鉄骨鉄筋コンクリート構造（SRC造）、鉄筋コンクリート構造（RC造）で、地下2階・地上21階建て。設計者は久米設計が、施工は竹中工務店・戸田建設・井上工業共同企業体 (JV) が担当した。2000年（平成12年）には日本建設業連合会による第41回BCS賞を受賞している。

建物からビル風が発生するのを最小限に抑えるために、建物の形状を南北に長い楕円形にして、風に逆らわない構造になっている。また、周辺地域への配慮から、テレビの電波障害についても建物を電波の方向とほぼ平行にした上で、障害の範囲を小さくし、周辺環境や地球環境に配慮した形状となっている。

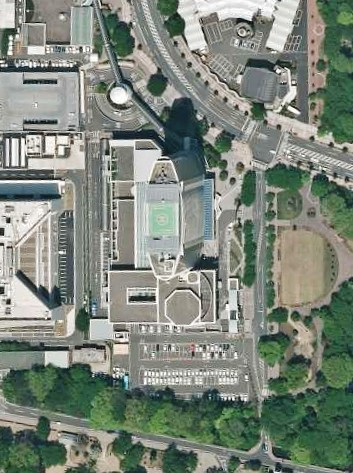
高崎市庁舎空撮

屋根に降った雨水を集め、中水道として低層階のトイレで洗浄水に利用している。空気調和設備として、建物内に蓄積された熱を夜間のうちに除去する換気システムや、冷暖房の熱源に地下水を利用した地域冷暖房システムを採用している。
通路は段差をなくし視覚障害者誘導用ブロックや音声ガイドを配置し、また車椅子対応の低い窓口カウンターやエレベーター、トイレのほか、オストメイト専用トイレ、授乳室を設けるなど、バリアフリーに対応している。

## 各階案内
高崎市のウェブサイト「庁舎各階案内」を参照。

### 展望ロビー

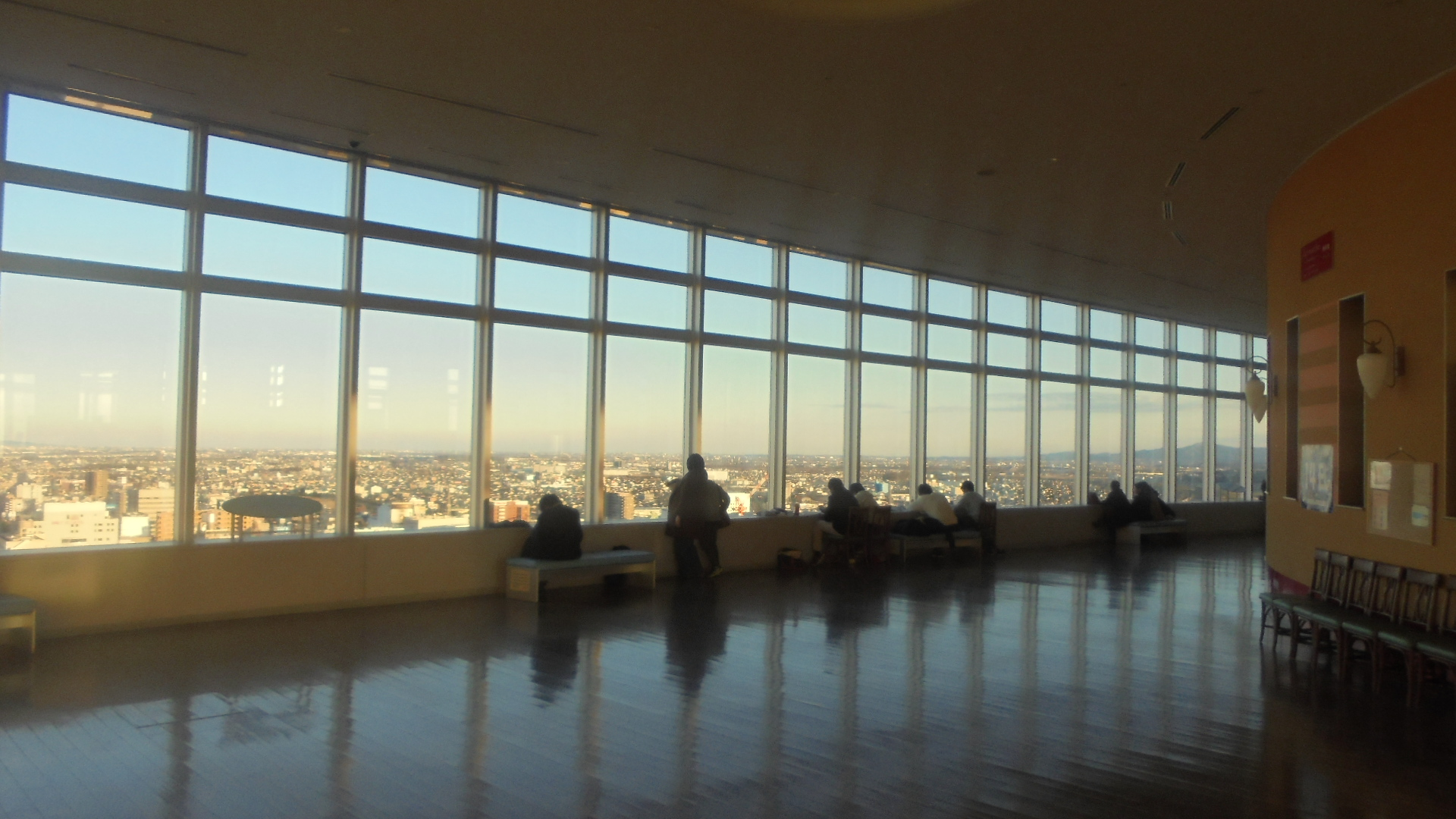
展望ロビー

庁舎最上階となる21階には展望ロビーがあり、高崎市内の町並みから上毛三山まで一望できる。レストランも併設されている。

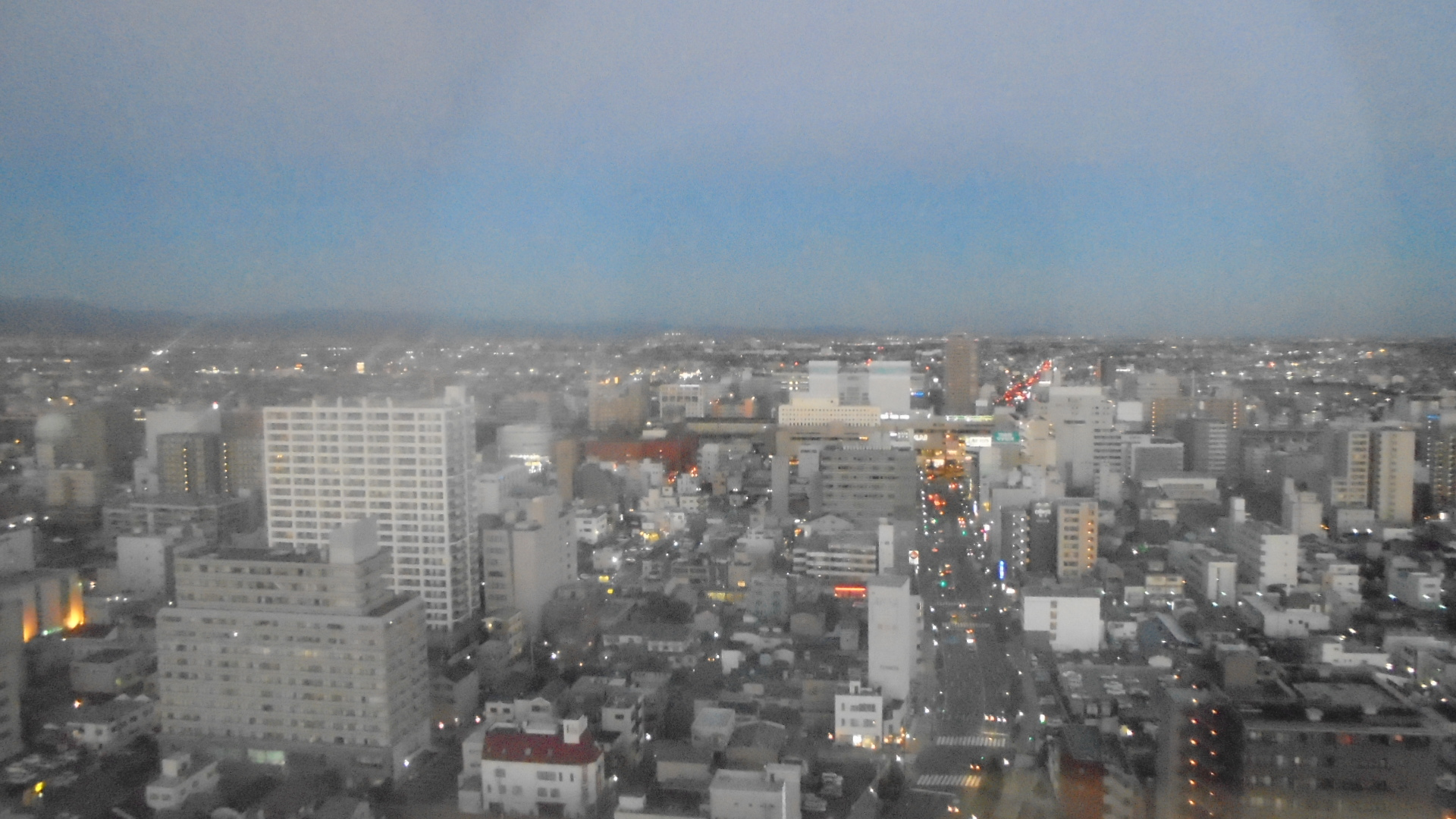
高崎駅を望む
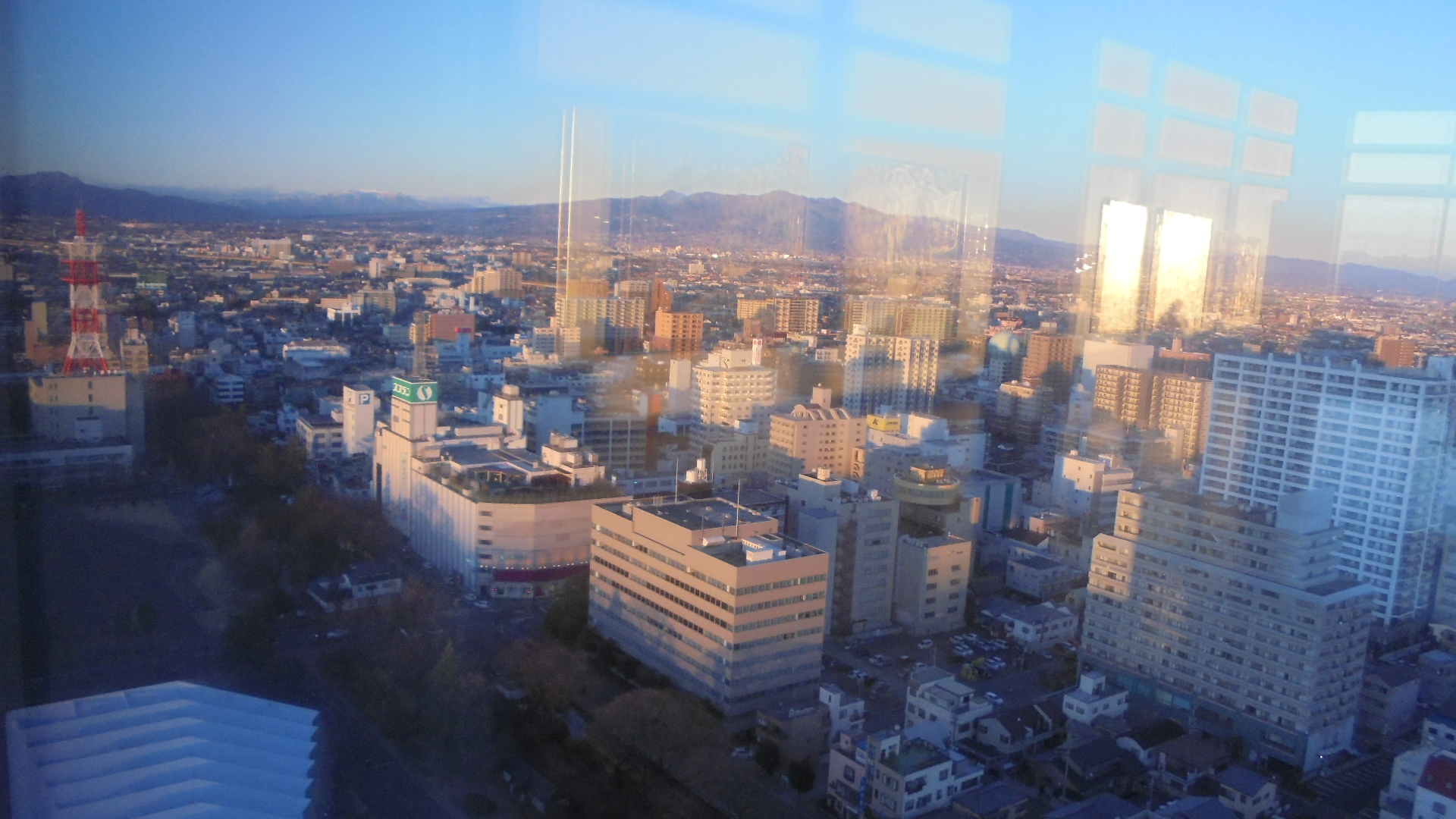
赤城山を望む
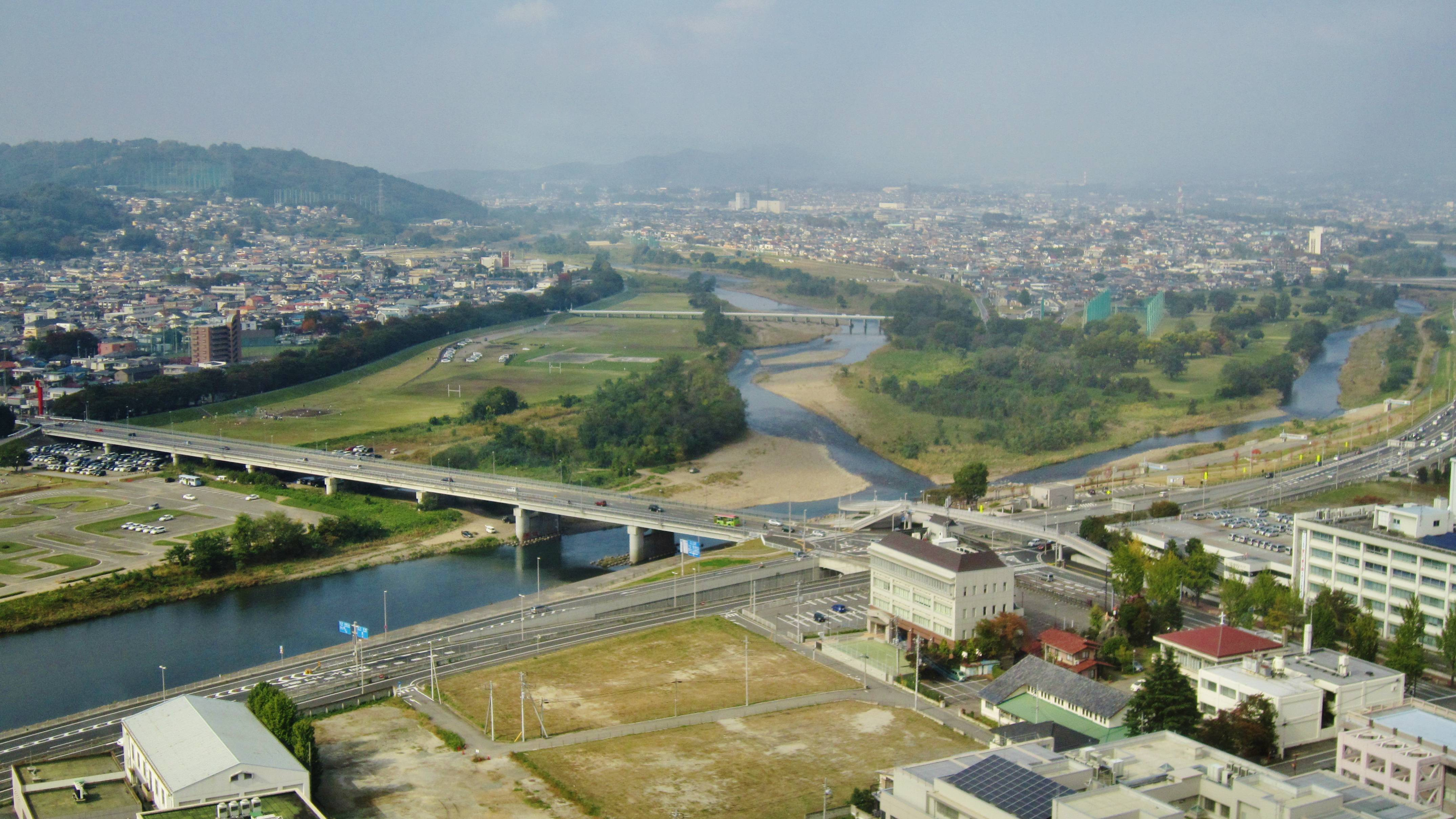
烏川を望む

### 駐車場
地下には市営の駐車場があり、391台の自動車が駐車可能となっている。平日は午前7時30分から午後10時30分、日曜日・祝日は午前9時から午後10時30分まで利用できる。

## 交通アクセス
- JR東日本・上信電鉄高崎駅西口から徒歩13分。
- 高崎駅からバスで「市役所前」停留所すぐ。

## 周辺施設

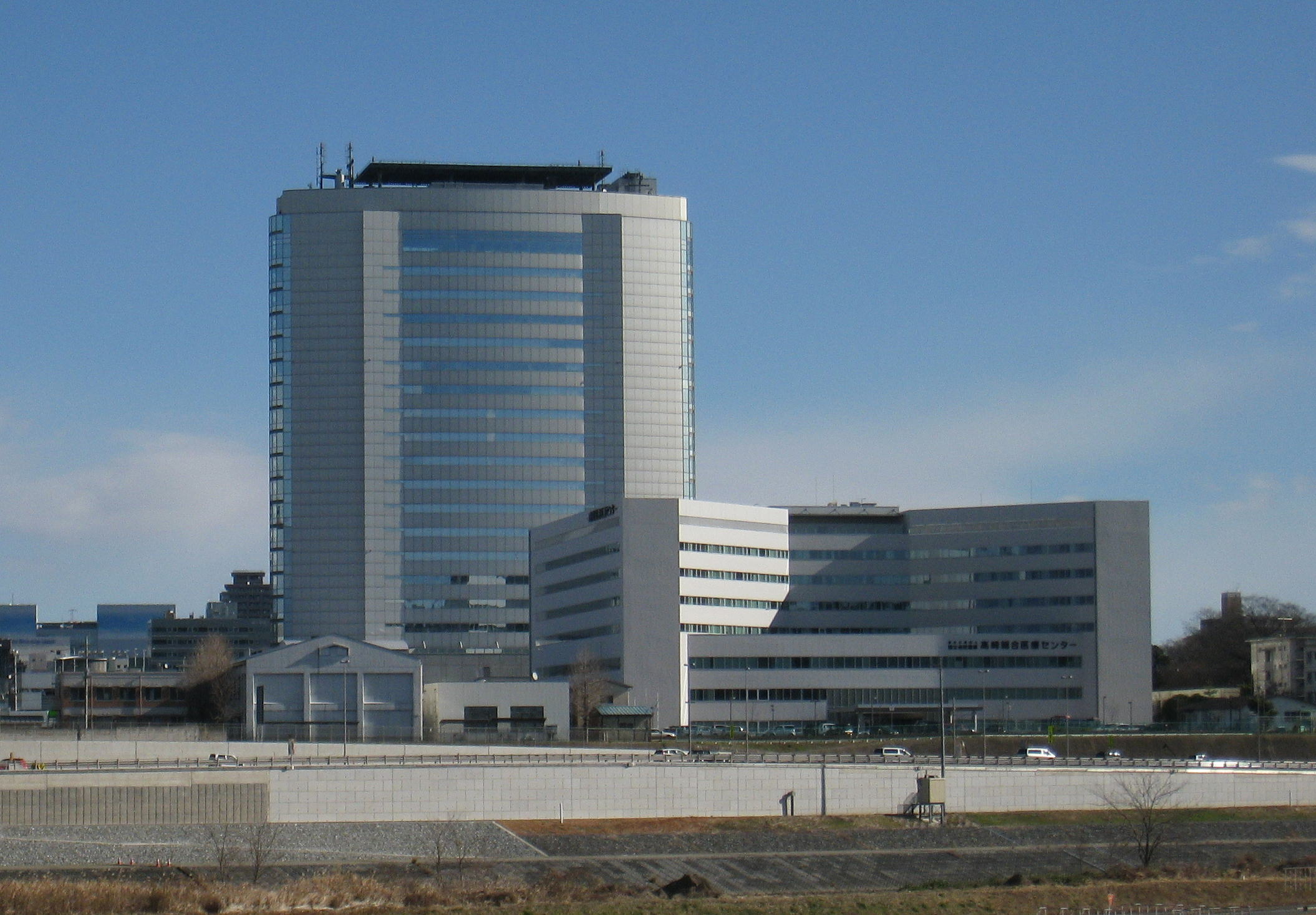
高崎総合医療センター（手前）と高崎市役所庁舎（奥）

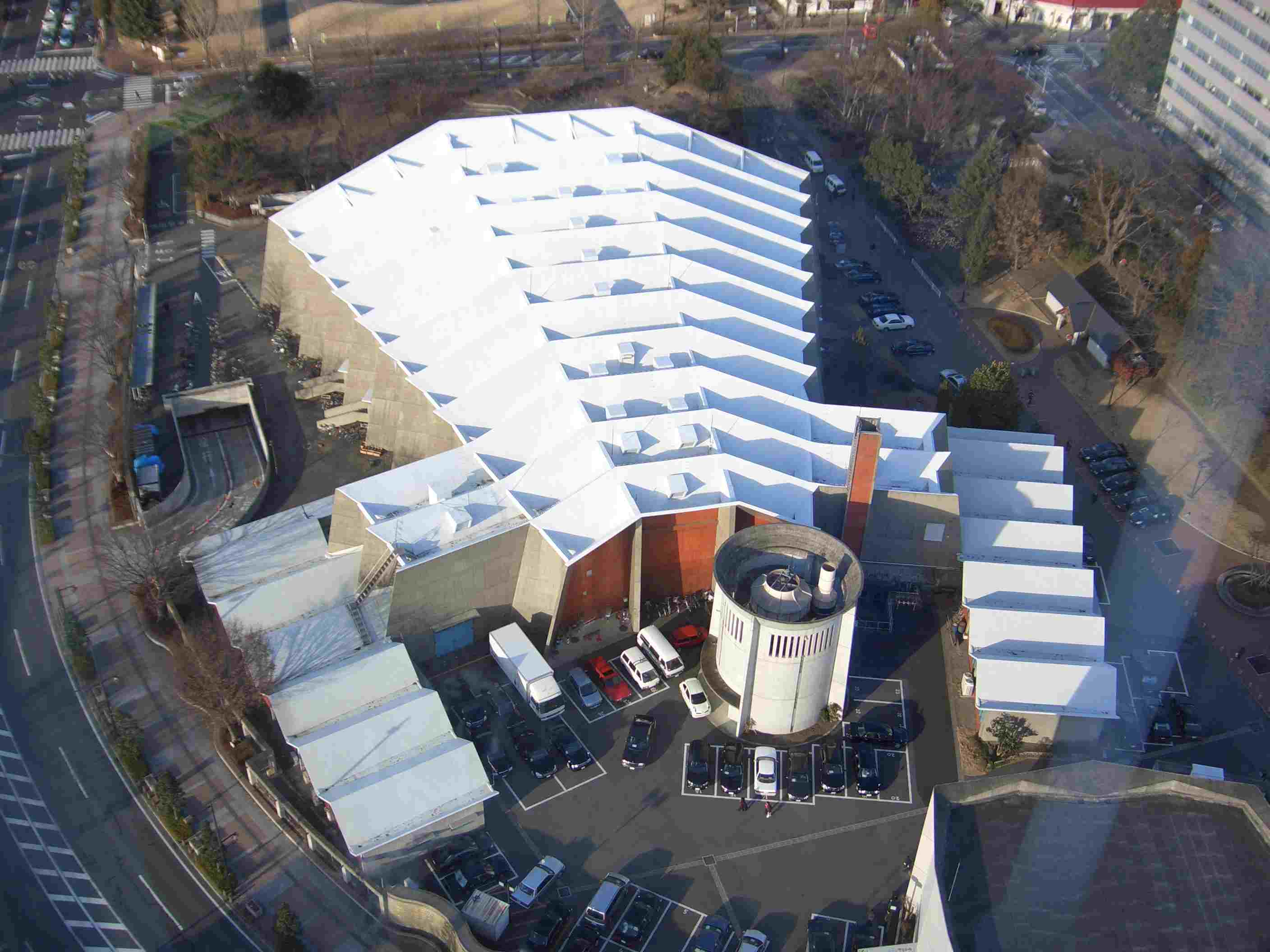
群馬音楽センターを見下ろす

- 高崎総合医療センター
- 群馬音楽センター
- 高崎市総合保健センター
- シンフォニーホール
- 高崎シティギャラリー
- コアホール
- 高崎城址公園

## 高崎市庁舎で撮影された作品
年代は撮影年（年度）を示す。

### 映画
- 『半落ち』 - 2004年度、群馬県警察本部の建物として撮影[12]。
- 『スクラップ・ヘブン』 - 2004年度[13]。
- 『4』 - 2005年度[14]。
- 『包帯クラブ』 - 2006年度[15][16]。
- 『夜明けの記憶』 - 2006年度[17]。
- 『公安警察捜査官』 - 2006年度[18]。
- 『相棒 -劇場版- 絶体絶命! 42.195km 東京ビッグシティマラソン』 - 2007年[19]。
- 『ロリポップ』 - 2009年度[20]。
- 『ヌイグルマーZ』 - 2012年度[21]。
- 『セーラー服と機関銃 -卒業-』 - 2015年度。
- 『キャラクター』 - 2021年度[22]。

### ドラマ・特撮
- 『特捜戦隊デカレンジャー』 - 2004年度[13]。
- 『今必要な勇気』 - 2005年度[23]。
- 『獣拳戦隊ゲキレンジャー』 - 2006年度[24]。
- 『有閑倶楽部』（5話） - 2007年度[25]。
- 『相棒』 (Season 7) - 2008年度[26]。
- 『鉄道警察官・清村公三郎』 - 2008年度[26]。

### ミュージックビデオ
- 『サニー・アイランド・ストーリー』 - 2003年度、ジーフリークファクトリーの楽曲[27][28]。
- 『アルバトロス』 - 2005年度、サンダリーズの楽曲[23][29]。
- 『I'm a Lady』 - 2006年度、時東ぁみの楽曲[24]。
- 『TOTAL FAT』 - 2007年度[25]。
- 『MYSTERY』 - 2008年度、RIDDLEの楽曲[30][31]。